# Fynbos e renosterveld di montagna
I Fynbos e renosterveld di montagna sono una ecoregione terrestre della ecozona afrotropicale appartenente al bioma degli ecosistemi mediterranei (codice ecoregione: AT1203) che si sviluppa per circa 45 800 km2 nell'Africa meridionale. Lo stato di conservazione è considerato in pericolo.
L'ecoregione fa parte dell'ecoregione globale denominata Fynbos, inclusa nella lista Global 200.

## Territorio
La regione si sviluppa sulle aree al di sopra dei 300 m di altitudine lungo la costa sudafricana della provincia del Capo Occidentale e del Capo Orientale con alcune propaggini a nord-ovest nella provincia del Capo Settentrionale. L'ecoregione fa parte della Regione floristica del Capo di cui occupa la parte interna, mentre la parte della pianura costiera, che rimane a sud, forma l'ecoregione Fynbos e renosterveld di pianura.
L'ecoregione comprende quattro regioni fisiografiche principali:
- Montagne occidentali. Si estendono per 375 km dalla penisola del Capo a sud fino alle montagne di Bokkeveld a nord.
- Montagne della costa sud. Si estendono per circa 800 km dal bacino di Elgin a ovest, fino a Port Elizabeth a est.
- Montagne interne. Sono situate a nord del bacino del Piccolo Karoo e corrono da Laingsburg a ovest alle vicinanze di Willowmore a est, per una lunghezza di circa 400 km.
- Inselberg del Piccolo Karoo. Comprendono diverse gamme isolate e ricoperte di fynbos all'interno del Piccolo Karoo.

Ci sono quattro principali sistemi fluviali perenni che attraversano questa ecoregione. Questi fiumi sono importanti habitat per pesci d'acqua dolce localmente endemici e importanti rotte migratorie per la fauna e la flora e offrono opportunità di scambio tra la biodiversità delle aree costiere e dei bacini interni. Il fiume Olifants nella zona settentrionale delle coste occidentali. Il fiume Berg, più a sud, drena gran parte della regione sfociando presso Velddrif nella baia di Sant Helena. Il fiume Breede è il fiume più grande della costa meridionale, nasce nella Cintura di pieghe del Capo, attraversa la regione vinicola di Worcester e sfocia nell'oceano Indiano presso Witsand. Il sistema fluviale Olifant-Gourits-Groot, che taglia in due il Piccolo Karoo e drena gran parte delle coste della costa meridionale, è un corridoio migratorio particolarmente importante.
La maggior parte dell'ecoregione riceve precipitazioni annue tra 300 mm e 2 000 mm, sebbene alcuni siti nel sud-ovest ne ricevano fino a 3 000 mm.  A ovest di Capo Agulhas, le piogge sono concentrate nei mesi invernali, associate a fronti freddi che sviluppano dal sistema occidentale circumpolare. A est di questa zona, la distribuzione delle precipitazioni è meno stagionale. Gli eventi post-frontali, principalmente la promozione dell'aria umida attraverso l'oceano Indiano relativamente caldo, producono pioggia durante tutto l'anno, soprattutto in primavera e autunno. I minimi di temperatura sono più estremi rispetto alle pianure adiacenti. Il gelo è diffuso sulle cime superiori dove la neve può trovarsi per diverse settimane nei mesi invernali. Le temperature estive massime raramente superano i 25 °C, tranne nelle valli interne.

## Flora

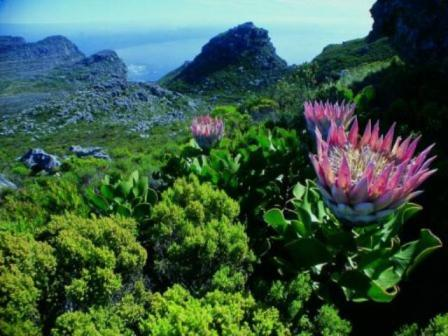
Fynbos nel Parco nazionale di Table Mountain

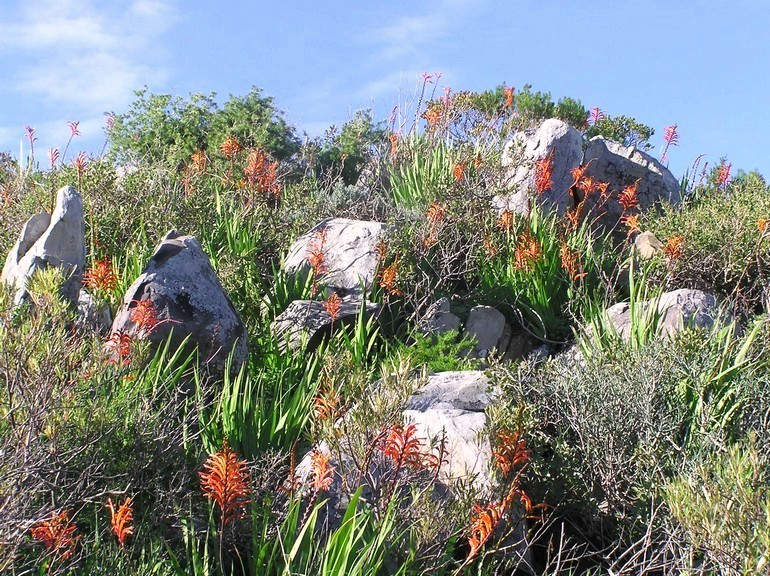
Swartland Shale Renosterveld

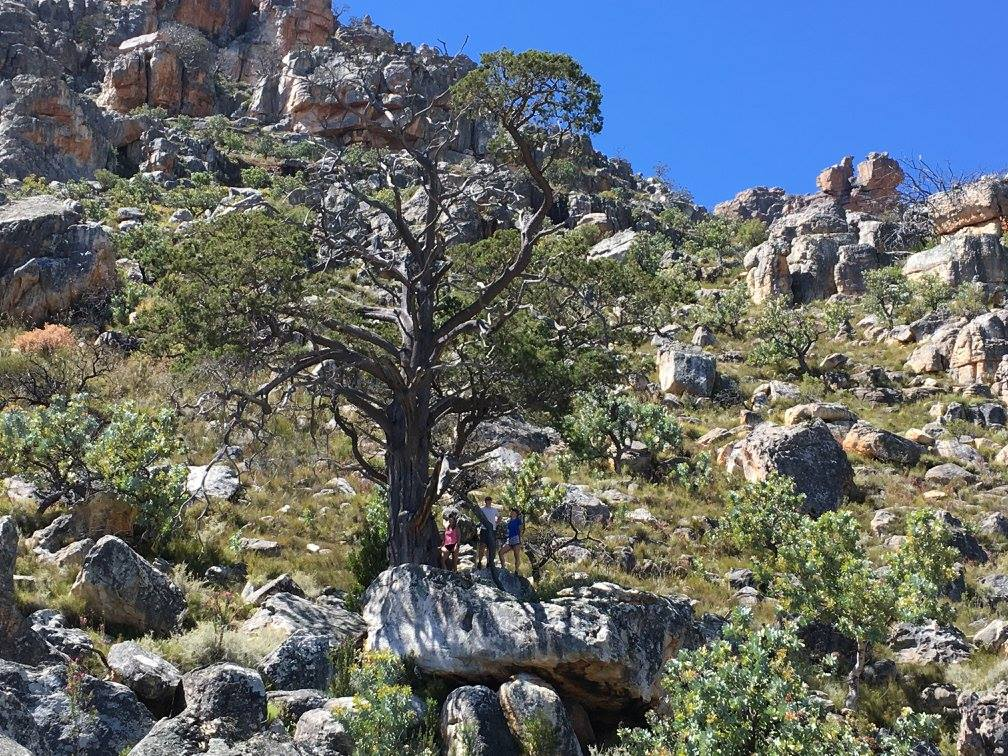
Widdringtonia wallichii sui monti Cederberg

I tipi di vegetazione predominanti di questa ecoregione sono fynbos e renosterveld. Il fynbos è una macchia arbustiva sempreverde caratterizzata da quattro principali tipi di piante: restioidi, ericoidi, proteoidi e geofite. I restioidi, membri della Restionaceae, sono piante sempreverdi di giunco o di canna e sono il tipo di pianta classica del fynbos. Gli ericoidi appartengono alle Ericaceae e includono molti arbusti a foglia piccola, che vanno da 0,5 a 2 m di altezza, che conferiscono al fynbos il suo aspetto bruno. I proteoidi sono gli arbusti di fynbos più alti da 2 a 4 m di altezza e comprendono membri appariscenti della Proteaceae. Le geofite, o piante a forma di bulbo, sono generalmente più evidenti dopo gli incendi, hanno fioriture particolarmente attraenti. Molte di queste sono state sviluppate in tutto il mondo come preziose piante orticole.
Il fynbos prospera sui terreni a basso contenuto di nutrienti delle montagne di arenaria. Gli alberi sono rari nel fynbos, anche se il cedro di Clanwilliam (Widdringtonia wallichii della famiglia delle Cupressaceae) è limitato a questa ecoregione, e si trova solo nei Monti Cederberg.  Fynbos proteoidi (fynbos con un'alta copertura di arbusti proteoidi) si trovano comunemente nei terreni fertili alla base delle montagne. All'aumentare dell'altitudine, dominano le comunità ericacee, che crescono su terreni umidi, a grana fine e ricchi di carbonio organico. I pendii rivolti a nord sono normalmente più asciutti e supportano comunità diverse rispetto alle pendici meridionali. I pendii più caldi rivolti a nord hanno suoli bassi e soggetti a siccità dove dominano i restioidi con radici poco profonde. Alle quote più basse sui pendii rivolti a nord, aumentano la profondità del suolo e la lunghezza delle radici dei restioidi. Spostandosi dalla costa, le precipitazioni diminuiscono in modo che le montagne costiere sostengano principalmente fynbos proteoidi ed ericace, mentre le montagne interne ospitano fynbos restioidi e asteracei.
Il renosterveld, a differenza del fynbos, manca di restioidi e i proteoidi sono molto rari. Questo tipo di vegetazione comprende uno strato di arbusto basso da 1 a 2 m di altezza, composto principalmente da ericoidi e solitamente dominato dai cosiddetti renosterbos (Elytropappus rhinocerotis) (Asteraceae, tribù Gnaphalieae), con uno strato misto di erbe e geofite stagionali. Renosterveld cresce sempre su terreni a grana fine e derivati dallo scisto della pianura costiera e delle valli interne dove la pioggia annuale è compresa tra 250 mm e 650 mm. Alle piogge più alte e più basse di questa, viene sostituita rispettivamente da fynbos e karoo succulenti.
Sia il fynbos che il renosterveld di pianura o montano condividono caratteristiche simili di biodiversità. Le due ecoregioni comprendono circa l'80% della regione floristica del Capo, il più piccolo dei sei regni floreali del mondo. Con circa 90 000 km², la regione floristica del Capo è paragonabile per dimensioni al Malawi o al Portogallo, ma conserva 9 000 specie di piante, di cui quasi 6 000 endemiche.
In totale la regione floristica del Capo contiene 526 delle oltre 700 specie di Erica presenti nel mondo e 69 specie di Protea su 112 specie del mondo. I generi tendono ad essere eccezionalmente speciosi: Erica e Aspalathus (Fabaceae) e altri 11 generi hanno più di 100 specie ciascuno. Di conseguenza, il rapporto specie per genere è 9:1, uno dei più alti al mondo. La diversità delle geofite è notevolmente elevata; le ecoregioni di fynbos montane e di pianura supportano circa 1 500 specie, la maggior parte appartenenti alle monocotiledoni, in particolare Iridaceae, Orchidaceae, Asparagaceae e Amaryllidaceae.

## Fauna

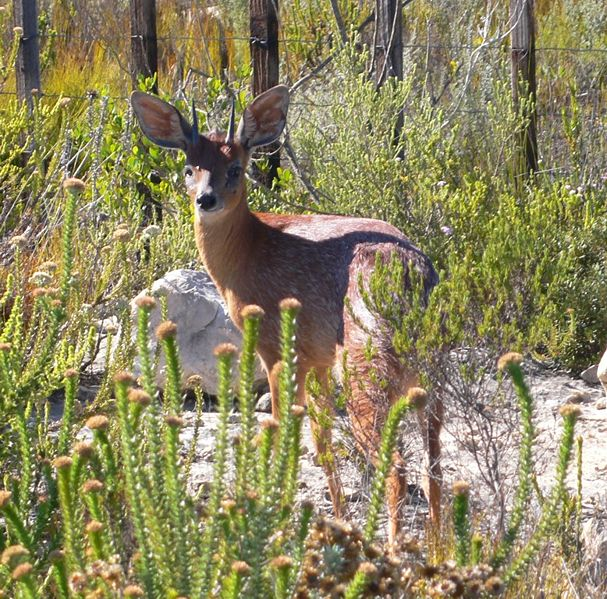
Raphicerus melanotis

La fauna vertebrata della regione non è né particolarmente ricca né distintiva. Tuttavia, la fauna di fynbos è unica, con alcune specie specificamente adattate per vivere sulla vegetazione a basso contenuto di nutrienti disponibile. I mammiferi endemici comprendono la zebra del Capo (Equus zebra zebra), il topo spinoso del Capo (Acomys subspinosus) e il ratto dai piedi bianchi di Verreaux (Myomyscus verreauxii). Le specie di antilopi più comuni nelle Cape Mountains sono l'antilope del Capo  (Raphicerus melanotis), la silvicapra Sylvicapra grimmia) e il Klipspringer (Oreotragus oreotragus). Altri mammiferi di medie dimensioni presenti nella regione includono: il tasso del miele (Mellivora capensis), aardvark (Orycteropus afer) e la procavia delle rocce (Procavia capensis).
La diversità degli uccelli non è particolarmente elevata, perché la vegetazione strutturalmente uniforme offre meno nicchie e pochi alimenti di alta qualità, come frutti carnosi e grandi insetti. Nella regione sono state registrate solo 288 specie (esclusi gli uccelli marini) e solo una di queste, il canarino della foresta (Serinus scotops) è strettamente endemica. Ci sono altri endemici, che si trovano anche nell'ecoregione di fynbos e renosterveld di pianura: il forapaglie di Victorin (Bradypterus victorini), il saltarocce del Capo (Chaetops frenatus), la nettarinia ventrearancio (Nectarinia violacea), il mangianettare del Capo (Promerops cafer), il venturone del Capo (Serinus totta).
Questa ecoregione è un'importante zona ricca di specie endemiche per i pesci d'acqua dolce, in particolare nei bacini dei fiumi Olifants, Berg, Breede e Gouritz.
La regione ospita anche 109 specie di rettili, 19 delle quali endemiche severe. I rettili endemici includono la lucertola di falesia (Pseudocordylus capensis) e la lucertola della Montagna del Capo (Tropidosaura gularis). La diversità delle tartarughe è particolarmente impressionante e il Sudafrica ha più chelonidi terrestri di qualsiasi altro paese al mondo. Sebbene gli anfibi siano scarsamente diversificati, presentano un alto tasso di endemismo. Complessivamente, metà delle specie presenti sia nel fynbos sia nel renosterveld sono endemiche, tra cui la rana di palude montana (Poyntonia paludicola), la rana fantasma di Table Mountain (Heleophryne rosei) e il rospo della montagna di Tradouw (Capensibufo tradouwi).

## Conservazione
A causa della sua scarsa accessibilità e basso potenziale agricolo, questa ecoregione ha subito meno trasformazioni rispetto alla sua controparte di pianura. Solo il 9,1% dell'estensione originale dei fynbos montani e l'11,7% del renosterveld montano sono stati trasformati, principalmente dall'agricoltura e dalla silvicoltura. Lo stato di conservazione di questa ecoregione è tra i migliori in Sudafrica. Molte delle aree protette in questa ecoregione sono relativamente grandi, soprattutto se paragonato alla situazione in pianura. Tuttavia, nessuno è abbastanza grande da sostenere l'intera gamma di processi ecologici ed evolutivi necessari per la conservazione a lungo termine del biota. Le aree protette interamente o parzialmente contenute in questa ecoregione includono il Parco nazionale Namaqua, le Riserve Naturali di Anysberg e Baviaanskloof, la Riserva naturale di Cederberg, la Groot Winterhoek Wilderness Area, la Riserva naturale di Grootvadersbosch, la Riserva naturale di Outeniqua e il Parco nazionale Tsitsikamma.